# 330年代
| 千纪： | 1千纪                                                                                  |
| 世纪： | 3世纪 \| 4世纪 \| 5世纪                                                                |
| 年代： | 300年代 \| 310年代 \| 320年代 \| 330年代 \| 340年代 \| 350年代 \| 360年代              |
| 年份： | 330年 \| 331年 \| 332年 \| 333年 \| 334年 \| 335年 \| 336年 \| 337年 \| 338年 \| 339年 |

## 出生
- 該撒利亞的巴西流（約330年－379年1月1日），該撒利亞主教，4世紀教會領袖。
- 約維安（約332年－364年2月17日），羅馬皇帝。